# Sertão Santana
Sertão Santana là một đô thị thuộc bang Rio Grande do Sul, Brasil. Đô thị này có diện tích 251,605 km², dân số năm 2007 là 5760 người, mật độ 22,89 người/km².